# Ernst August de Hanovra (n. 1954)
Ernst August, Prinț de Hanovra, Duce de Brunswick și Lüneburg (Ernst August Albert Paul Otto Rupprecht Oskar Berthold Friedrich-Ferdinand Christian-Ludwig Prinz von Hannover Herzog zu Braunschweig und Lüneburg Königlicher Prinz von Großbritannien und Irland; n. 26 februarie 1954) este șeful casei de Hanovra, o ramură mai tânără a Casei de Welf, și pretendent la tronul fostului regat de Hanovra și a ducatului de Brunswick. Este al treilea soț al Prințesei Caroline de Monaco, sora Prințului Albert al II-lea de Monaco. Are o avere estimată în 2010 la 5 miliarde £.

## Biografie
Ernst August s-a născut la Hanovra, fiind fiul cel mare al lui Ernest Augustus al IV-lea, Prinț de Hanovra  (1914–1987) și al primei lui soții, Prințesa Ortrud de Schleswig-Holstein-Sonderburg-Glücksburg (1925–1980). A fost botezat Ernst August Albert Paul Otto Rupprecht Oskar Berthold Friedrich-Ferdinand Christian-Ludwig. Ca moștenitor pe linie masculină al regelui George al V-lea de Hanovra (și deci descendent al regelui George al III-lea al Marii Britanii) Ernst August este șeful Casei de Hanovra.
Titlul de Prinț al Marii Britanii și Irlandei a fost acordat ad personam tatălui său și fraților tatălui său de către regele George al V-lea al Regatului Unit la 17 iunie 1914. Tatăl său a fost deposedat de acest titlu prin Actul de la 30 noiembrie 1917 emis de regele George al V-lea.
La 29 august 1931, bunicul său Ernest Augustus, Duce de Brunswick, ca șef al Casei de Hanovra, a declarat reluarea formală, pentru sine și urmașii săi dinastici, de utilizare a fostului său titlu princiar britanic ca al doilea titlu pretins.
Ernst August este, de asemenea, strănepot al ultimului împărat german Wilhelm al II-lea. Până la căsătoria cu Prințesa Caroline, a fost al 385-lea în ordinea succesiunii la tronul britanic. După căsătoria cu Caroline, care este romano-catolică, a fost exclus din ordinea succesiunii până în 2015, când s-a modificat legea succesiunii la tronul britanic, permițându-le persoanelor căsătorite cu romano-catolici să rămână în ordinea succesiunii. Copiii lui sunt de asemenea în ordinea succesiunii la tronul britanic, nefiind catolici.
De asemenea, Ernst August este nepot de soră al Fredericăi de Hanovra (1917–1981), Regina Greciei, și deci văr primar cu Constantin al II-lea al Greciei și cu sora acestuia, Regina Sofía a Spaniei.

### Căsătorii și copii
Ernst August s-a căsătorit de două ori:
- în 1981 cu Chantal Hochuli (n. 2 iunie 1955 la Zürich). Au divorțat în 1997. Au doi fii:
  - Prințul Ernst August (n. 19 iulie 1983)
  - Prințul Christian (n. 1 iunie 1985)
- în 1999 cu Prințesa Caroline de Monaco, care era însărcinată la vremea respectivă cu fiica lor:
  - Prințesa Alexandra Charlotte Ulrike Maryam Virginia (n. 20 iulie 1999)

În septembrie 2009 s-a scris în presa franceză și engleză că Ernst August s-a despărțit de soția sa Caroline, care s-a întors la Monaco.